# المسيل
المسيل قرية سعودية، تتبع لمحافظة الطائف التابعة لإمارة منطقة مكة المكرمة.

## القرية
تبعد القرية عن محافظة الطائف حوالي 18 كيلو مترا باتجاه الجنوب، نوع الطريق أسفلت. أقرب مدينة أو قرية بها مركز وخدمات صحية هو أبو غيل وآل عمرين الذي يبعد عن القرية كيلومترين. خدمات التعليم: يوجد في القرية مدرسة عمرو بن العاص الابتدائية بنين. الخدمات العامة:
كهرباء عامة وخدمة بلدية وخدمة بريد وبث تلفزيوني.